# Statue de Jeanne d'Arc (Tanney)
Pour un article plus général, voir Liste de statues de Jeanne d'Arc.
Le monument à Jeanne d'Arc est une statue équestre en bronze représentant Jeanne d'Arc en armure, initialement située à Alger jusqu'à l'indépendance de l'Algérie, qui a provoqué son transfert à Vaucouleurs, dans le département de la Meuse, en Lorraine.
Commandée par la France pour exalter son patriotisme dans sa colonie algérienne, la statue est réalisée en 1939 par Georges Halbout du Tanney, un sculpteur français installé sur place. Mais sa fonte, qui doit avoir lieu à Paris, prend du retard en raison de la Seconde Guerre mondiale, et elle n'est inaugurée à Alger qu'en 1951.
Les Algériens, aux premiers jours de leur indépendance en 1962, épargnent et se réapproprient la statue. Mais elle est ensuite détériorée, si bien que la France la récupère pour la réparer, avant de l'inaugurer en 1966 à Vaucouleurs, connue comme « la cité qui arma Jeanne d'Arc ».
La ville voit ainsi concrétisé son souhait d'ériger une telle statue, après l'échec de plusieurs projets nés dans la seconde moitié du XIXe siècle, sur fond d'engouement pour Jeanne d'Arc dans le pays.

## Projets duXIXesiècleabandonnés
L'épopée de Jeanne d'Arc dans la guerre de Cent Ans commence en 1429 à Vaucouleurs quand le capitaine de la ville, Robert de Baudricourt, accepte de lui donner une escorte pour qu'elle puisse se rendre auprès du dauphin Charles à Chinon.
Aussi, l'idée d'ériger à Vaucouleurs un monument en l'honneur de l'héroïne est ancienne. Elle remonte au milieu du XIXe siècle, à une période où la ferveur pour Jeanne d'Arc connaît un renouveau en France.

### Projet de1857–1862

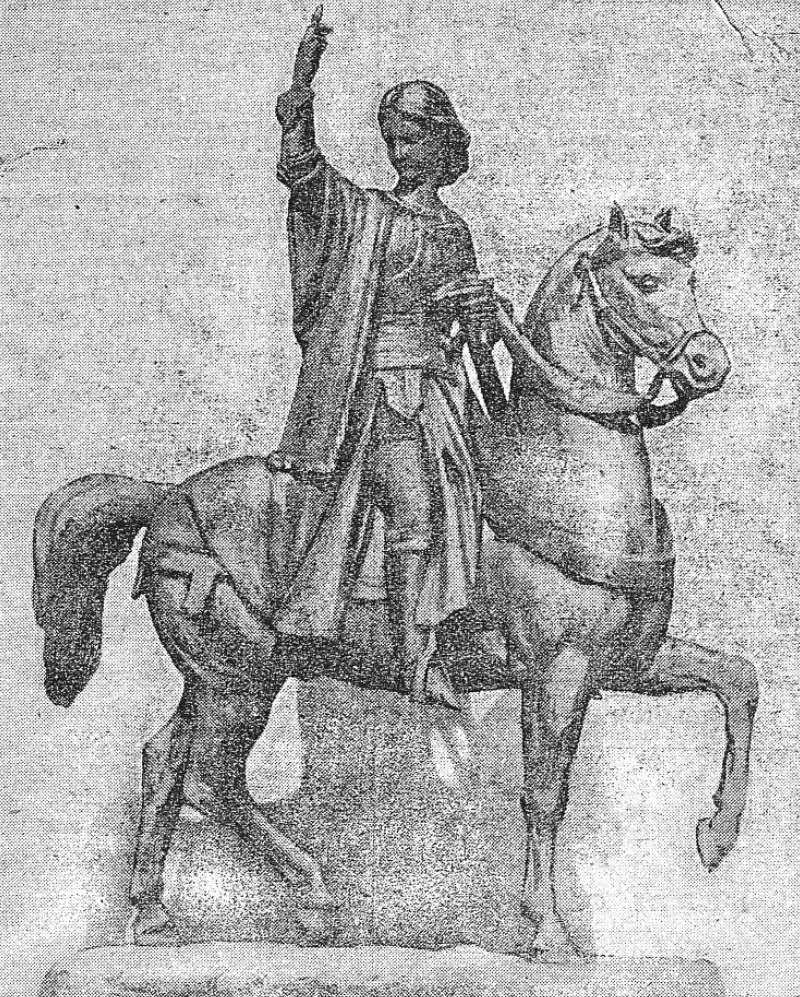
Maquette d'Antoine Watrinelle pour le concours de 1857. Watrinelle a réalisé une autre maquette, plus belliqueuse, bannière au poing.

Dans une délibération du 19 décembre 1857, le maire de Vaucouleurs M. Burnot et son conseil municipal décident d'ériger une statue de Jeanne d'Arc sur une place de la ville,,. Dans ce but, ils votent une subvention de 10 000 francs et demandent au gouvernement l'autorisation d'ouvrir une souscription publique. Celle-ci récolte 50 000 francs, dont 5 000 francs du conseil général de la Meuse et 5 000 francs du conseil général des Vosges (département voisin où se situe la maison natale de Jeanne d'Arc, à Domrémy).
Un concours est organisé afin de choisir un sculpteur, auquel concourent plusieurs artistes parisiens renommés (dont Bartholdi, Carrier-Belleuse, Daumas, Debay fils, Vital-Dubray et Robert). Mais le maire leur préfère deux sculpteurs lorrains, Antoine Watrinelle de Verdun, et Georges Clère de Nancy, ce qui entraîne une réclamation pour favoritisme auprès du Conseil des bâtiments civils, puis des procédures judiciaires. Dans ces conditions, le projet n'aboutit pas.

### Projet de1869–1870
Le projet est relancé en 1869 par une visite à Vaucouleurs de Félix Dupanloup, évêque d'Orléans (ville libérée par Jeanne d'Arc), qui qualifie de « crime national » l'état de dégradation de la chapelle où Jeanne d'Arc a prié, et l'absence d'une statue en son honneur. Le 3 juin, le conseil municipal décide « qu'il sera érigé à Vaucouleurs une statue équestre à Jeanne d'Arc ; que tous les lieux ou monuments pouvant rappeler sa mémoire seront recherchés, rétablis et restaurés et qu'il sera pourvu aux dépenses de ces travaux au moyen d'une souscription publique ». Une commission est nommée dans ce but, mais le déclenchement de la guerre avec l'Allemagne en 1870 met un terme au projet.

## Statue d'Halbout du Tanney

### Historique

#### Création (années1930–1940)
Un comité est créé au milieu des années 1930 pour ériger une statue équestre à la gloire de Jeanne d'Arc à Alger, qui se trouve à l'époque en Algérie sous domination française. Le gouverneur général d'Algérie, Georges Le Beau (de), et le préfet du département d'Alger, Charles Bourrat (d), en deviennent membres en 1935.
Des événements de collecte de fonds sont organisés : des « journées de Jeanne d'Arc » le 23 mai 1937 et le 28 mai 1939, une soirée au Rex le 29 mars 1938, une quête ordonnée par l'archevêque à la messe du 18 juin 1939. Le comité prévoyait que les noms des souscripteurs soient inscrits dans un livre d'or déposé dans le socle de la statue le jour de l'inauguration.
L'État passe commande de la statue en 1937 à Georges Halbout du Tanney, qui vit alors sur place. En effet, après avoir été pensionnaire de la villa Abd-el-Tif de 1928 à 1930, il s'est installé à Bouzareah, sur les hauteurs d'Alger, pour enseigner la sculpture à l'École des beaux-arts tout en vivant de commandes.
Une fois la maquette réalisée, la famille Halbout doit rentrer en métropole afin de trouver un mouleur et un fondeur pour réaliser l'œuvre. Ne pouvant réintégrer l'atelier du parc Montsouris qu'il partageait avec Paul Belmondo avant de partir à Alger, Halbout s'installe à Boulogne-Billancourt. Il vit avenue de la Porte-d'Auteuil avec sa famille, et loue un grand atelier au 10 square Gutenberg, près du bois de Boulogne, où il travaille sur le cheval de Jeanne d'Arc. Il réalise ainsi un modèle en terre en 1939, mais l'occupation de la France pendant la Seconde Guerre mondiale ne lui permet d'en faire fondre qu'une partie, clandestinement, par Hohwiller, fondeur à Paris. Un fragment de la statue est présenté au Salon de 1941.
Le bronze n'est terminé qu'après guerre, et il est présenté au Salon de 1946 ou de 1950 selon les sources.
Halbout a sculpté de nombreux monuments publics, et sa statue de Jeanne d'Arc est considérée comme sa meilleure réalisation dans ce domaine.

#### Inauguration à Alger (1951)

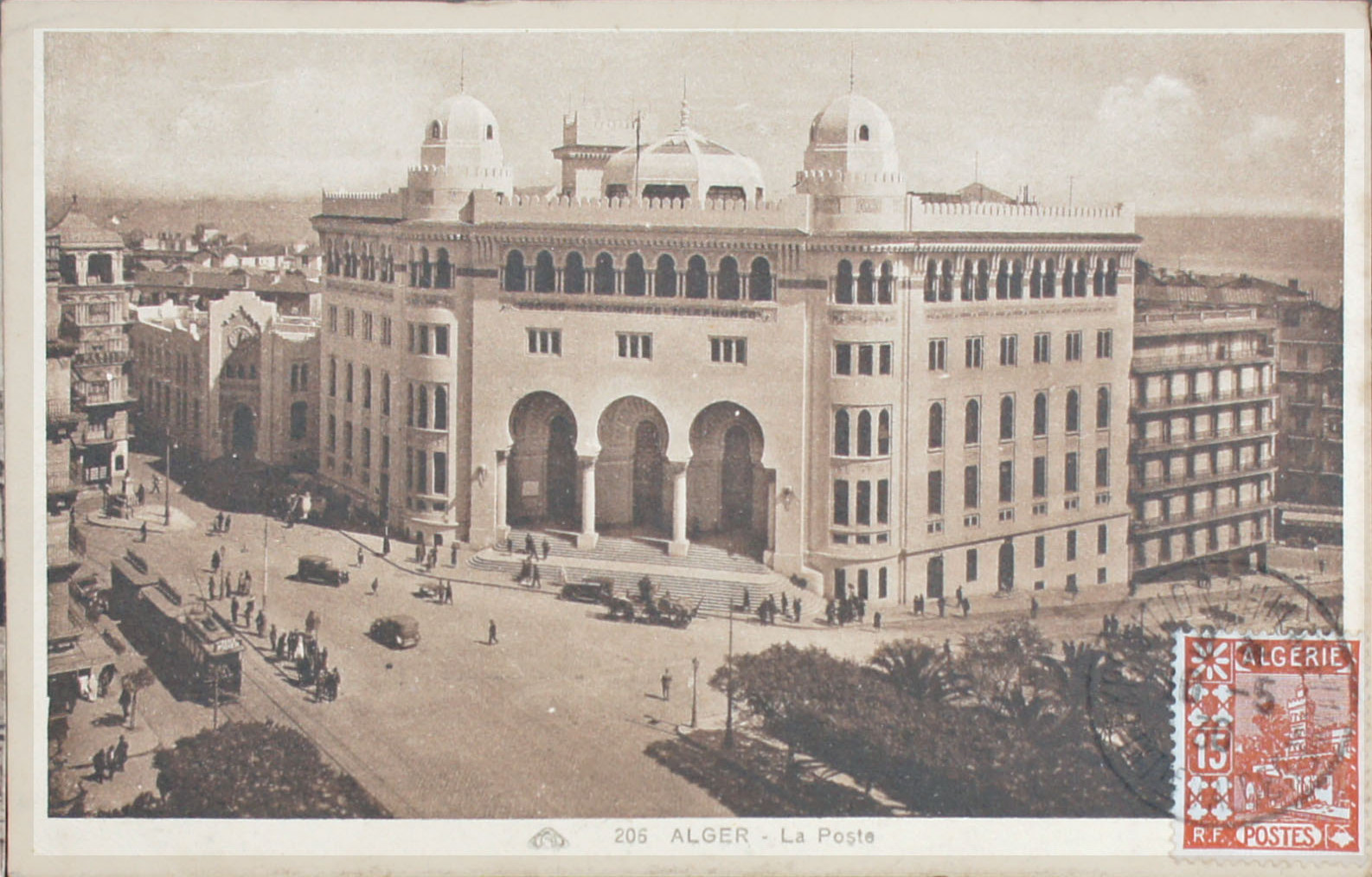
La Grande Poste d'Alger en 1930. La statue a été érigée en 1951 dans le square en bas à droite de la photo.

L'expédition de la statue vers Alger a lieu en 1947 ou en 1950, et après un temps d'hésitation sur l'emplacement, son érection commence le 19 avril 1951,.
Elle est inaugurée le 6 mai suivant, lors de la fête de Jeanne d'Arc. À cette occasion Pierre-René Gazagne (d), le maire de la ville (en), prononce un discours, dans lequel il cite notamment les mots de Michelet, :

« Souvenons-nous toujours, Français, que la patrie chez nous est née du cœur d'une femme, de sa tendresse et de ses larmes, du sang qu'elle a donné pour nous. »

Un hymne en l'honneur de l'héroïne, intitulé À l'étendard, est ensuite interprété par une chorale, puis un défilé militaire a lieu devant la statue,.
Le monument est installé sur le plateau des Glières, près de la Grande Poste. Il s'élève dans un des squares du boulevard Laferrière (actuel boulevard Mohamed-Khemisti), à l'entrée de la rue d'Isly (actuelle rue Larbi-Ben-M'Hidi). La portion de la rue d'Isly sur laquelle se trouve la statue prend en 1950 le nom de l'écrivain Charles Péguy (actuelle rue Émir-Abdelkrim-El-Khattabi), probablement en lien avec ses œuvres Jeanne d'Arc et Le Mystère de la charité de Jeanne d'Arc.
La statue fait face aux escaliers conduisant au forum du palais du gouvernement. Autour d'elle se trouvent deux monuments qui connaîtront une destinée similaire à la sienne lors de l'indépendance de l'Algérie :
- face à elle[28], Le Pavois, groupe sculpté de Paul Landowski, érigé en 1928 comme monument aux morts de la Première Guerre mondiale ; il sera recouvert après l'indépendance d'un coffrage en béton par M'hamed Issiakhem ;
- dos à elle[20], le monument à Viviani, une statue de François Sicard représentant l'homme politique René Viviani, inaugurée en 1930 pour le centenaire de l'Algérie française par le président de la République, Gaston Doumergue ; détériorée à l'indépendance, elle sera transférée en France et restaurée avant d'être à nouveau inaugurée devant l'hôtel de ville de Bourganeuf, ville de la Creuse dont Viviani a été député[29],[30],[31],[32].

A. Statue de Jeanne d'Arc : '"`UNIQ--maplink-0000000C-QINU`"'.
1. Grande Poste.
2. Monument aux morts.
3. Forum du palais du gouvernement.

#### «Algérianisation» aux premiers temps de l'indépendance (juillet 1962)
En 1954, peu de temps après l'inauguration de la statue, la guerre d'Algérie éclate. Cette guerre d'indépendance et de décolonisation oppose des nationalistes algériens à la France.
Dans ce contexte, pendant la semaine des barricades qui a lieu fin janvier 1960, des Français d'Algérie opposés à l'indépendance affublent la statue de deux panneaux « Algérie province française » aux pieds du cheval et sur l'épée,.
Finalement, après un lourd bilan humain, la guerre aboutit à l'indépendance du pays en juillet 1962. Dans les premières semaines qui suivent, la statue reste intacte. En effet, Jeanne d'Arc ayant repoussé les Anglais à Orléans pendant la guerre de Cent Ans, les manifestants algériens reconnaissent en elle un symbole de résistance contre l'impérialisme,. Tout au plus se la réapproprient-ils en l'« algérianisant » symboliquement.
Ainsi, un drapeau du FLN (futur drapeau de l'Algérie) est accroché à l'épée le 3 juillet, jour où la France reconnaît l'indépendance (voire la veille). Le 4 juillet, la statue est recouverte d'un tissu blanc, interprété selon les sources comme un haïk,, vêtement traditionnel féminin en Algérie, ou un keffieh, coiffe traditionnelle arabe.
Un panneau est également attaché au cheval, sur lequel est inscrit le nom d'Hassiba Ben Bouali, militante du FLN condamnée à mort par contumace en 1957. Tuée pendant la bataille d'Alger dans le dynamitage de sa cache à la casbah, elle est considérée par les nationalistes algériens comme une chahida (martyre), à l'instar de Jeanne d'Arc, morte sur le bûcher au même âge (19 ans),.

#### Détérioration (août 1962)
Néanmoins, Jeanne d'Arc reste un symbole de la France, si bien que sa statue finit tout de même par être endommagée, un mois plus tard. En effet le 3 août, lorsqu'Ahmed Ben Bella rentre à Alger accueilli par la foule sur fond de crise de l'été 1962, la nuit qui suit voit les manifestants détériorer les monuments français, dont la statue de Jeanne d'Arc. À environ 4 h du matin, ils l'attachent à des voitures pour la renverser, avant d'en couper la tête, ainsi que le bras droit car l'épée qu'elle tient symbolise une croix chrétienne.
Dans la nuit du 5 au 6 août, la statue est mise à l'abri dans un entrepôt de l'armée française par des militaires du génie. Le général de division Le Masson, commandant le 23e corps d'armée, décrit l'état de la statue dans une lettre du 22 novembre au commandant supérieur des forces armées françaises en Algérie, le général de corps d'armée Michel de Brébisson :

« socle tordu et inutilisable – patte arrière droite du cheval cassée à hauteur du sabot / cuisse arrière gauche du cheval fêlée / manque la tête et le bras droit de Jeanne d'Arc / jambe droite de Jeanne d'Arc cassée / pointe fourreau épée cassée »

#### Transfert en France (1963)

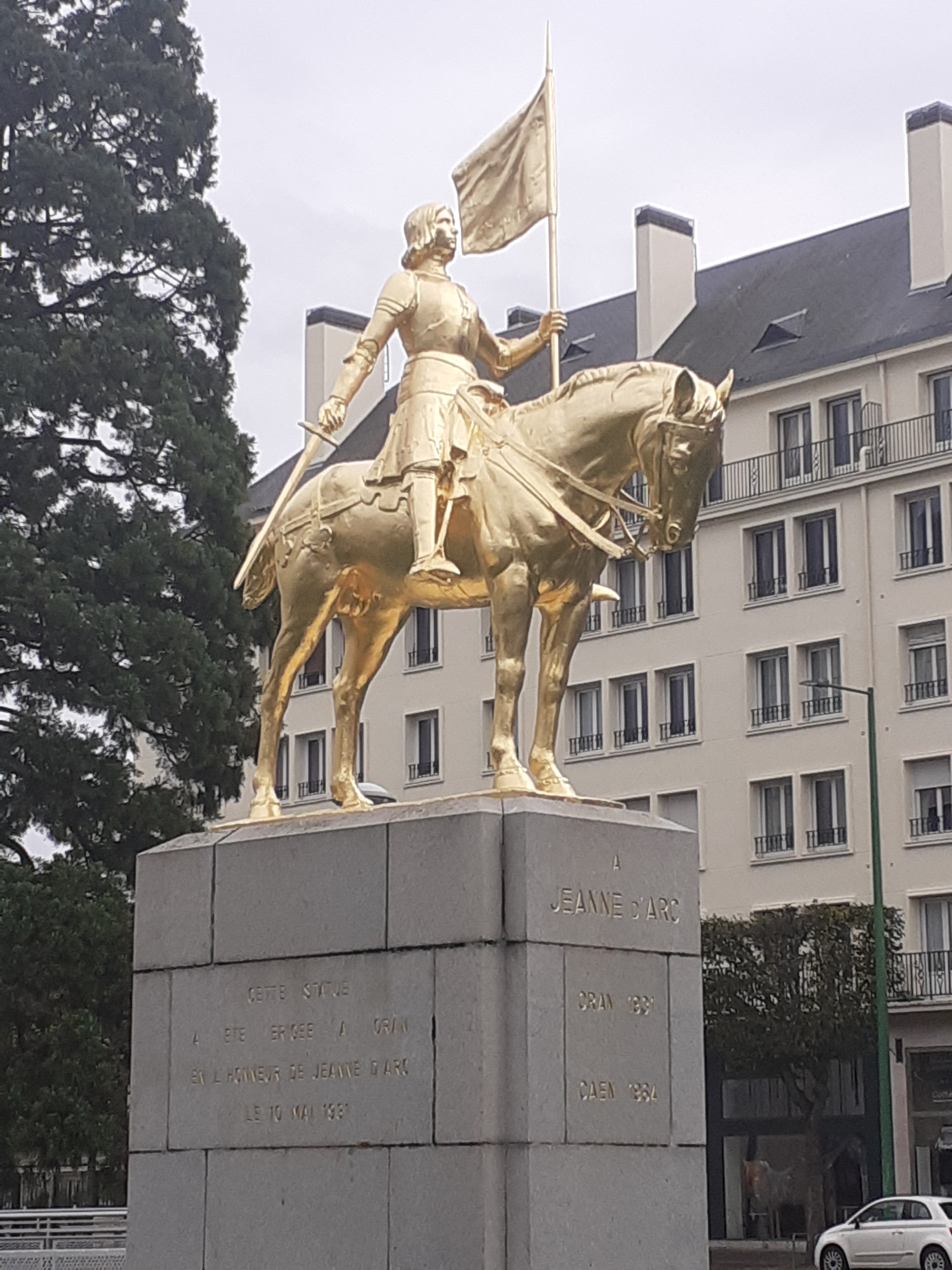
La statue équestre de Jeanne d'Arc sculptée par Ebstein, actuellement à Caen après avoir été transférée d'Oran, était initialement attribuée à Vaucouleurs.

En raison des troubles de l'indépendance, la décision est prise de rapatrier la statue en France, comme de nombreux autres monuments construits par la France en Algérie,.
La ville de Caen est intéressée par cette statue car son sculpteur, Halbout, a été professeur à l'école des beaux-arts de Caen, et lui-même souhaite que sa statue soit attribuée à Caen. Mais Vaucouleurs, qui s'est vu initialement attribuer une autre statue équestre de Jeanne d'Arc, celle d'Oran sculptée par Joseph Ebstein, demande et obtient celle d'Halbout, tandis que Caen reçoit celle d'Ebstein, installée place de la Résistance.
En mars 1963, la statue est embarquée à Fort-de-l'Eau (actuel Bordj El Kiffan) dans une barge de débarquement de type LCT. À cette occasion, une erreur de manipulation lors de l'opération de grutage manque de la faire couler, et l'endommage encore davantage. Le LCT l'emmène ensuite jusqu'au port d'Alger où elle est embarquée dans le Sidi-Ferruch, un cargo moutonnier qui lui fait traverser la Méditerranée jusqu'à Marseille où elle arrive le 27 mai 1963. Elle y reste au moins jusqu'en mars 1964.

#### Réparation et inauguration à Vaucouleurs (1964–1966)
La statue est ensuite réparée par les soins du syndicat d'initiative de Vaucouleurs, à la fonderie Durenne de Sommevoire,,,, où elle est transportée gratuitement depuis Marseille par Danzas, un transporteur de Nancy qui a connu la statue à Alger. Les travaux effectués vont au-delà d'une simple restauration : certaines parties sont refondues à partir du modèle ayant servi à l'édition originale, modèle qui a été conservé soit par le sculpteur,, soit par la fonderie, selon les sources.
Le monument est installé sur le parvis de l'hôtel de ville de Vaucouleurs, place Achille-François, à hauteur du 17 rue Jeanne-d'Arc. Il vient ainsi accompagner un musée johannique fondé en 1952 dans l'aile droite de l'hôtel de ville.
A. Statue de Jeanne d'Arc : '"`UNIQ--maplink-00000024-QINU`"'.
1. Hôtel de ville.
2. Musée johannique.
L'inauguration à ce nouvel emplacement a lieu le 8 mai 1966, en présence notamment de Pierre Messmer, ministre des Armées,. Cette date est choisie car c'est le jour de la fête de Jeanne d'Arc, comme en 1951 à Alger, mais aussi car elle coïncide avec les fêtes du bicentenaire du rattachement du duché de Lorraine à la France et du sixième centenaire du rattachement de la ville de Vaucouleurs à la couronne de France.

### Description

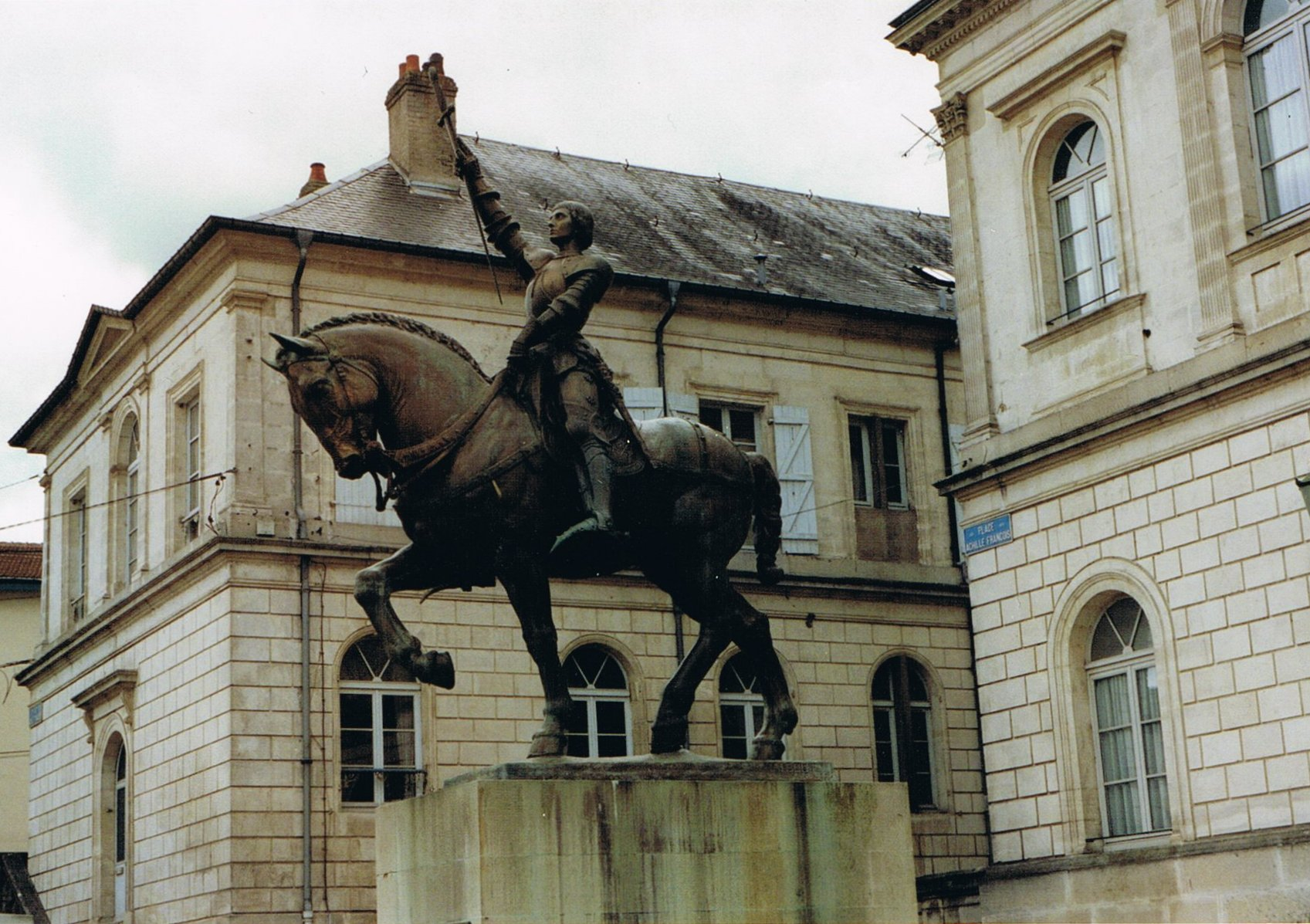
Vue de profil de la statue.

Il s'agit d'une statue équestre en bronze de 2,5 tonnes. Jeanne d'Arc y est représentée en armure, avec poulaines et gantelets. Elle brandit une épée nue de sa main droite, en la tenant par la lame, de sorte que la poignée et la garde forment une croix chrétienne.
Sur le socle en bronze se trouve la signature : « Halbout / sculp. 1939 ».
Sur le piédestal à Alger était sculpté un écu aux armes de la famille d'Arc (une épée posée en pal, surmontée d'une couronne, accostée de deux fleurs de lys). En dessous une plaque indiquait : « Monument élevé / par souscription publique / à la gloire / de / Jeanne d'Arc / pur symbole / de l'héroïsme français »,,.
Une plaque reproduit ce texte sur le piédestal à Vaucouleurs, et en dessous se trouve l'inscription : « Statue érigée à Alger en 1951 / mutilée en 1962 / réparée par les soins / du syndicat d'initiative / de Vaucouleurs / inaugurée le 8 mai 1966 »,.

### Analyse

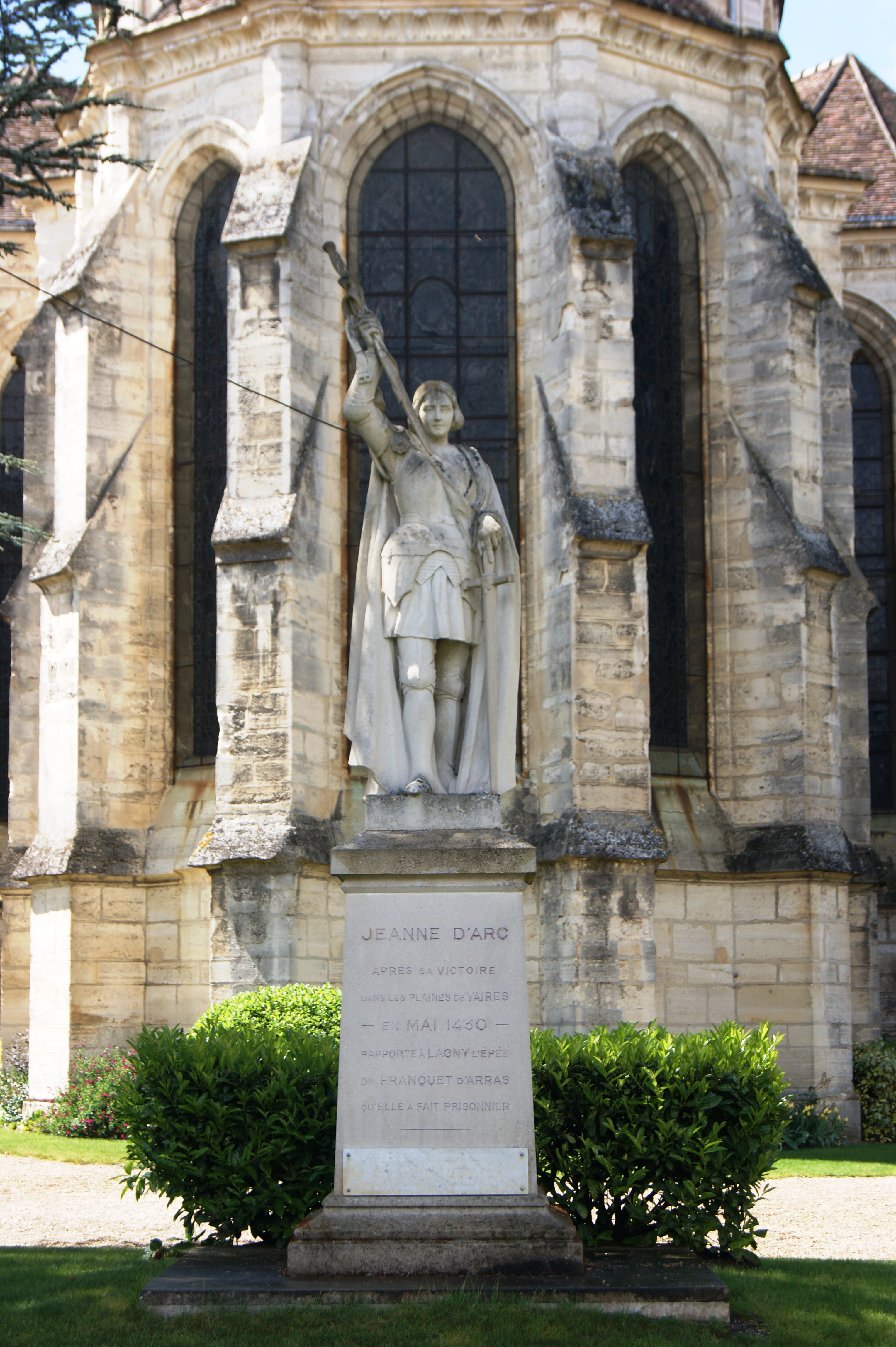
Contrairement à la statue d'Alger, l'inscription sur le socle de la statue de Jeanne d'Arc à l'abbatiale de Lagny se concentre sur ses faits d'arme : Jeanne d'Arc après sa victoire dans les plaines de Vaires en mai 1430 rapporte à Lagny l'épée de Franquet d'Arras qu'elle a fait prisonnier.

La représentation en armure, sur un cheval, épée à la main, comme guidant le peuple français, est classique dans l'iconographie de Jeanne d'Arc.
Mais l'installation de ce monument en Algérie, en l'honneur d'une héroïne protectrice de la nation française, peut être interrogée dans un territoire étranger à cette iconographie. À cet égard, le caractère fortement patriotique de l'inscription sur le piédestal, « pur symbole de l'héroïsme français », tranche avec les inscriptions habituellement portées sur les monuments en l'honneur de Jeanne d'Arc, notamment en métropole, qui préfèrent souligner ses faits d'arme et sa fonction libératrice. De même, le monument est qualifié d'« incarnation la plus pure des vertus françaises » par le maire d'Alger lors de son inauguration,. Ce monument s'éloigne donc d'une fonction commémorative, et revêt davantage une motivation politique voire de propagande, proche du colonialisme : son rôle est vraisemblablement d'imposer une référence visuelle commune entre la métropole et sa colonie algérienne, dans le but de contrer le nationalisme algérien croissant — ce qui explique aussi la persistance à vouloir l'installer malgré le retard dû à la Seconde Guerre mondiale.
L'importance du discours porté par cette statue est démontrée par le fait qu'elle soit sauvée à l'indépendance de l'Algérie en dépit de son très mauvais état, alors que l'administration française a préconisé d'abandonner ou de détruire les monuments trop dégradés pour être transportés. Par la suite, la profondeur de sa restauration occulte une partie de son histoire, et modifie le sens qui lui est donné, comme en témoigne la presse d'époque, qui parle de « réparer l'outrage et l'ingratitude humaine », et le discours du maire de Vaucouleurs lors de son inauguration :

« Votre bronze est ici en bonne et juste place. Que cette statue qui fut pour vous le symbole de la liberté nous rassemble aujourd'hui dans la même foi en notre destinée et dans le même esprit d'union nationale. »

### Postérité
Albert Bensoussan fait référence à la statue de Jeanne d'Arc en 1992 dans son roman La Ville sur les eaux,, dans lequel il raconte sa jeunesse à Alger. Il évoque les partisans de l'Action française, mouvement royaliste d'extrême droite, qui se réunissaient sous la statue (il a 16 ans à son inauguration) :

« Mes camarades du lycée Gautier (Émile-Félix, autre chien de garde) étaient royalistes en diable et sous la statue de Jeanne d'Arc, place Laferrière, où se tenaient les camelots et leurs journaux choisis (Aspects de la France, Rivarol, qu'est-ce que j'en sais ?), bien souvent il nous fut imposé de faire le coup de poing. »